# Mother!
Mother! är en amerikansk psykologisk skräckfilm från 2017, regisserad av Darren Aronofsky.
Filmens handling, inspirerad av Bibeln, följer en ung kvinna vars stillsamma liv med sin man i deras lantliga hem störs av ankomsten av ett mystiskt par, vilket leder till en rad alltmer kaotiska och destruktiva händelser.
Filmen hade premiär vid filmfestivalen i Venedig september 2017, där den deltog i tävlan om Guldlejonet. Trots överlag positiva recensioner bland filmkritiker blev den sågad av de breda massorna. Filmen fick betyget F (det sämsta möjliga) i CinemaScore, ett system för att undersöka vad biografbesökare anser om en film. Den nominerades även till flera Golden Raspberry Awards.

## Rollista i urval
| Jennifer Lawrence | – moder  |
| Javier Bardem     | – Honom  |
| Ed Harris         | – man    |
| Michelle Pfeiffer | – kvinna |